# Teopisca
Teopisca là một đô thị thuộc bang Chiapas, México. Năm 2005, dân số của đô thị này là 32368 người.